# Aleksander (Zajcew)
Aleksander, imię świeckie Aleksander Anatoljewicz Zajcew (ur. 13 maja 1969 w Wołgogradzie) – rosyjski biskup prawosławny.

## Życiorys
Pochodzi z rodziny urzędniczej. Ukończył Rostowską Szkołę Sztuk w 1991. Od 1992 do 1996 pracował w kurii biskupiej w Rostowie nad Donem, będąc od 1993 równocześnie hipodiakonem ordynariusza miejscowej eparchii metropolity rostowskiego i nowoczerkaskiego Włodzimierza, katechetą, lektorem i sługą cerkiewnym w soborze Narodzenia Matki Bożej w Rostowie nad Donem. W latach 1996–1999 był wychowawcą młodszych klas w prawosławnym gimnazjum św. Jerzego prowadzonym przez eparchię rostowską.
W 2000 wstąpił do monasteru Zaśnięcia Matki Bożej w Tichwinie i w tym samym roku został w nim postrzyżony na mnicha, przyjmując imię zakonne Aleksander na cześć św. Aleksandra Newskiego. 28 sierpnia tegoż roku metropolita petersburski i ładoski Włodzimierz wyświęcił go na hierodiakona. 4 marca 2001 z rąk tego samego hierarchy, w soborze Kazańskiej Ikony Matki Bożej w Petersburgu, hierodiakon Aleksander został hieromnichem.
W 2013 ukończył seminarium duchowne w Petersburgu, a trzy lata później – Petersburską Akademię Duchowną.
Od stycznia 2017 przebywał w monasterze św. Jana Teologa w Czeriemieńcu, pełniąc obowiązki kierownika oddziału administracyjno-gospodarczego eparchii gatczyńskiej. 9 marca tego roku Święty Synod Rosyjskiego Kościoła Prawosławnego nominował go na biskupa plesieckiego i kargopolskiego. W związku z tą decyzją został 12 marca podniesiony do godności archimandryty. Chirotonia biskupia miała miejsce 30 kwietnia 2017 w soborze Trójcy Świętej w Ławrze Aleksandra Newskiego w Petersburgu, pod przewodnictwem patriarchy moskiewskiego i całej Rusi Cyryla.